# Ocularizzazione
Il concetto di ocularizzazione è stato introdotto da Francois Jost con l'intento di precisare la peculiarità della narrazione cinematografica. Poiché infatti ciascun film racconta in primo luogo mostrando, servendosi cioè di immagini, ne deriva che al cinema l'acquisizione e l'organizzazione di un sapere (quella che in letteratura è chiamata focalizzazione) si fondano sulla dimensione primariamente percettiva dello sguardo. 
L'ocularizzazione è definibile come "la relazione che si instaura tra ciò che la macchina da presa (o l'istanza narrante) mostra e ciò che si presume il personaggio veda". Essa gestisce i rapporti di visione (e dunque anche di conoscenza) che intercorrono fra spettatore, istanza narrante e personaggio.
In base a questa definizione si possono distinguere due casi principali: si ha ocularizzazione interna quando ciò che lo spettatore vede coincide con quello che vede un singolo personaggio, mentre nell'ocularizzazione zero lo sguardo dello spettatore è diretto, senza intermediazioni, ovvero rimanda al punto di vista dell'istanza narrante. Il primo caso si riscontra nella soggettiva, una delle tipologie fondamentali di sguardo cinematografico. L'ocularizzazione interna è poi definita primaria quando l'immagine contiene in sé le tracce che rimandano allo sguardo da cui è prodotta: ciò avviene per esempio quando essa suggerisce, mediante deformazioni ottiche, che la visuale è quella di un personaggio ubriaco, stordito, miope ecc., oppure quando l'immagine è mobile associandosi ad un personaggio anch'esso in movimento. Infine lo stesso personaggio può essere mostrato di spalle, intento a guardare qualcosa che anche lo spettatore può vedere (è il caso della cosiddetta semisoggettiva). Si parla invece di ocularizzazione interna secondaria quando si ricorre alla figura del raccordo di sguardo: esso pone in relazione due immagini distinte, che identificano rispettivamente la fonte visiva (il personaggio nell'atto di guardare) e l'oggetto del suo sguardo. In modo analogo possiamo distinguere per l'ocularizzazione zero tra una situazione in cui l'istanza narrante tende come a eclissarsi, a celare l'organizzazione della materia diegetica facendoci dimenticare la presenza della macchina da presa (si parla di enunciazione mascherata), e il caso in cui il posizionamento e i movimenti della cinepresa tendono al contrario a sottolineare l'autonomia dell'istanza narrante rispetto ai personaggi, il suo assumere un ruolo di primo piano nell'esplorazione e interpretazione del mondo rappresentato (enunciazione marcata). Si tratta di quanto accade rispettivamente nell'oggettiva e nell'oggettiva irreale.